# 紀元前38年
紀元前38年（きげんぜん38ねん）。

## 他の紀年法
- 干支 : 癸未
- 日本
  - 崇神天皇60年
  - 皇紀623年
- 中国
  - 前漢 : 建昭元年
- 朝鮮
  - 新羅 : 赫居世20年
  - 檀紀2296年
- 仏滅紀元 : 506年
- ユダヤ暦 : 3723年 - 3724年

## できごと

### ローマ
- 1月1日 - アウグストゥスの指示でスペイン暦の使用が始まった。
- 1月17日 - アウグストゥスはリウィア・ドルシッラと結婚したが、彼女は当時前夫ティベリウス・クラウディウス・ネロの子を身篭っていた。結婚の3ヶ月後に彼女は大ドルススを出産した。
- アウグストゥスの指示を受けたマルクス・ウィプサニウス・アグリッパがライン川地方で起きた反乱を鎮圧した。
- マルクス・アントニウス、アウグストゥス、マルクス・アエミリウス・レピドゥスはTreaty of Tarentumに調印し、紀元前33年まで第二回三頭政治を行った。
- パルティアがギンダロスの戦い（英語版）で敗れ、シリアへの侵攻は失敗し、パコルス1世は殺された。

## 誕生
- 大ドルスス、後のアウグストゥスの養子（+ 紀元前9年）

## 死去
- オロデス2世、パルティアの王